# Riadh Sanaa
 (mai 2020).
Si vous disposez d'ouvrages ou d'articles de référence ou si vous connaissez des sites web de qualité traitant du thème abordé ici, merci de compléter l'article en donnant les références utiles à sa vérifiabilité et en les liant à la section « Notes et références ».
Riadh Sanaa, né le 13 mai 1965 à Ksar Hellal, est un handballeur tunisien.

## Carrière
- 1983-1995 : Stade tunisien (Tunisie)
- 1995-2001 : Club africain (Tunisie)

## Palmarès

### Clubs
- Vainqueur du Championnat de Tunisie : 1998, 2000, 2001
- Vainqueur de la coupe de Tunisie : 1996, 1997, 1998, 2001
- Vainqueur de la coupe d'Afrique des vainqueurs de coupe : 2001

### Sélection nationale
- Vainqueur du Champion d'Afrique : 1994, 1998

### Distinctions
- Élu meilleur sportif tunisien en 1994 et 1998